# Widacz (Krosno)
Pour l’article homonyme, voir Widacz.
Widacz est une localité polonaise de la gmina de Miejsce Piastowe, située dans le powiat de Krosno en voïvodie des Basses-Carpates.